# Procès des Juges

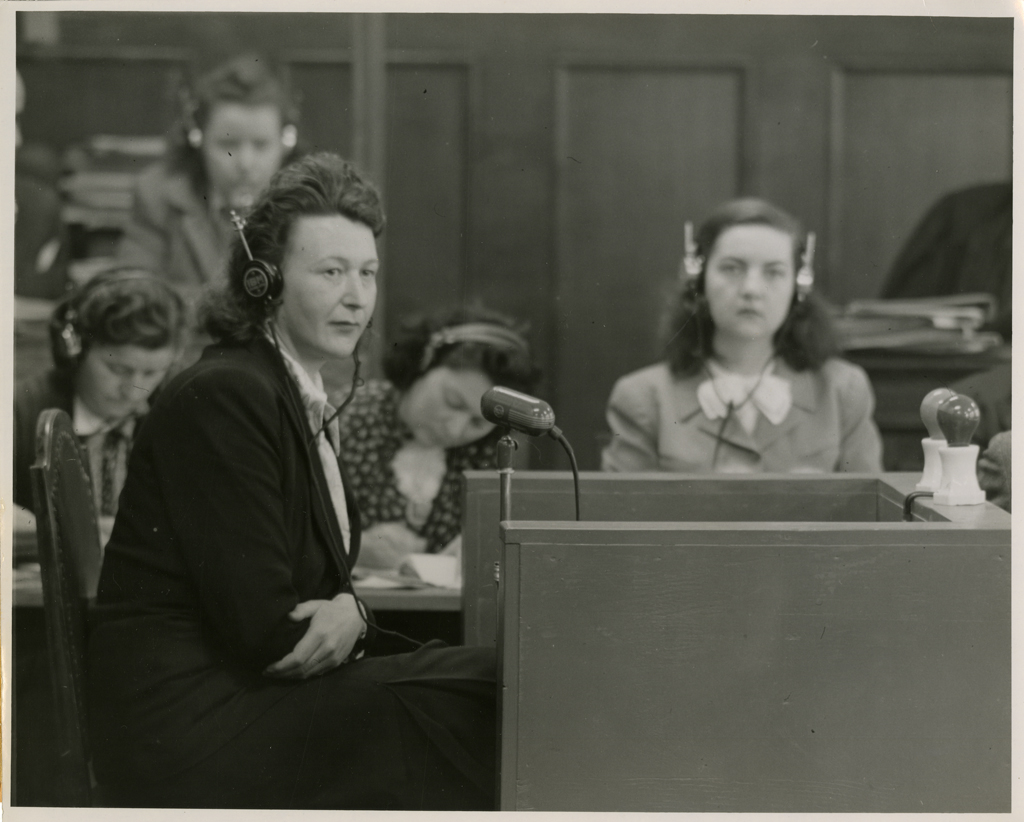
Irene Seiler, témoin de l'accusation, dépose le 26 mars 1945.

Le procès des Juges (officiellement The United States of America vs. Josef Altstötter, et al.) a été le troisième des douze procès pour crimes de guerre organisé par les autorités américaines dans leur zone d'occupation en Allemagne, à Nuremberg, après la fin de la Seconde Guerre mondiale.
Dans ce procès, les accusés étaient seize juristes et avocats allemands. Neuf avaient été fonctionnaires du Reich au ministère de la Justice, d'autres étaient procureurs et juges de tribunaux spéciaux et tribunaux populaires du Troisième Reich. Ils étaient notamment tenus pour responsables de la mise en œuvre et la promotion de la « pureté raciale » nazie par le biais d'un programme d'eugénisme et de lois raciales.
Tous les accusés ont plaidé non coupable. Quatre ont été condamnés à la prison à vie ; quatre ont été acquittés.

## Accusés

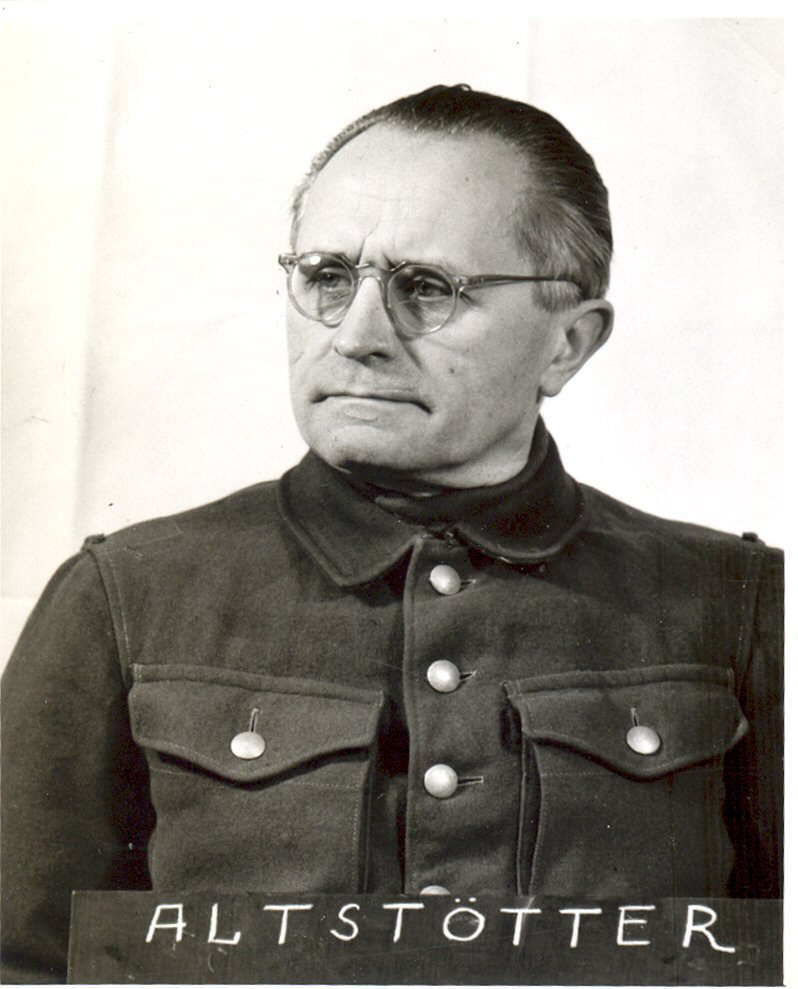
Josef Altstötter
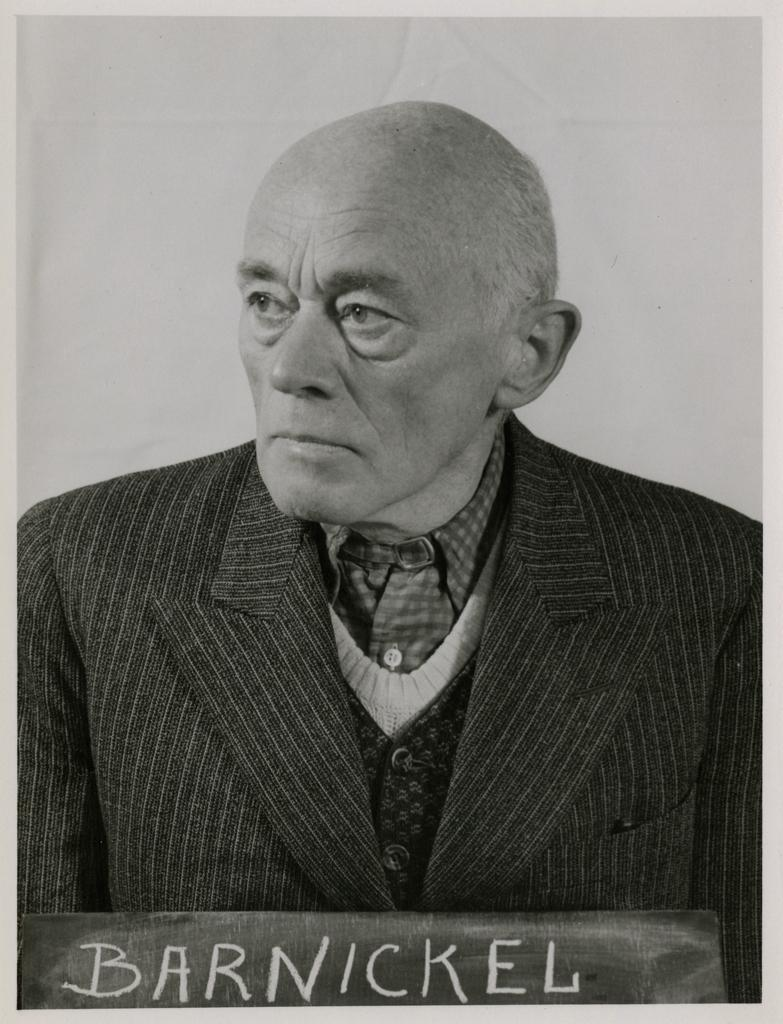
Paul Barnickel
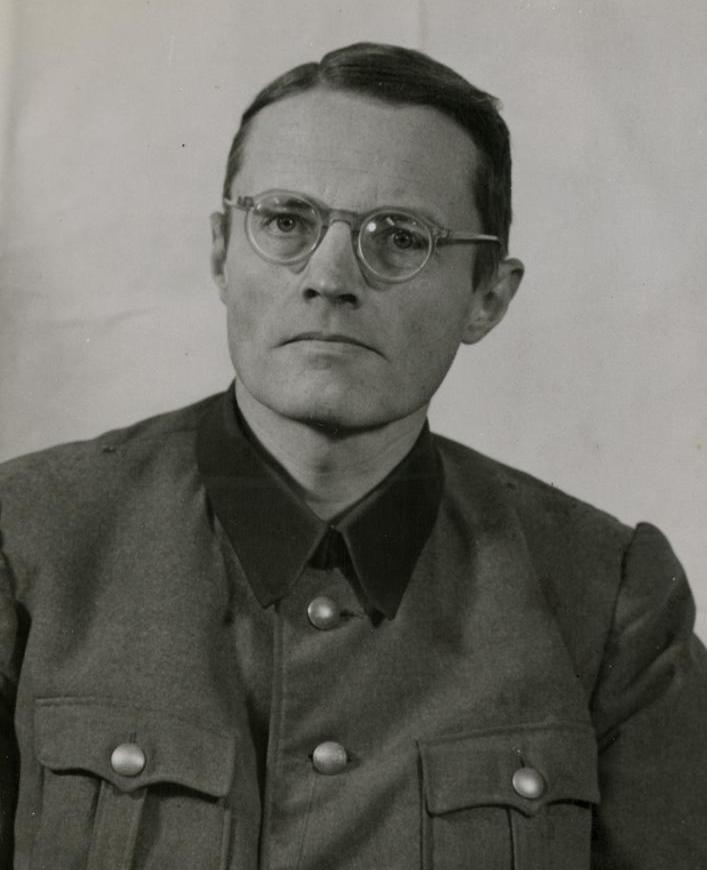
Hermann Cuhorst
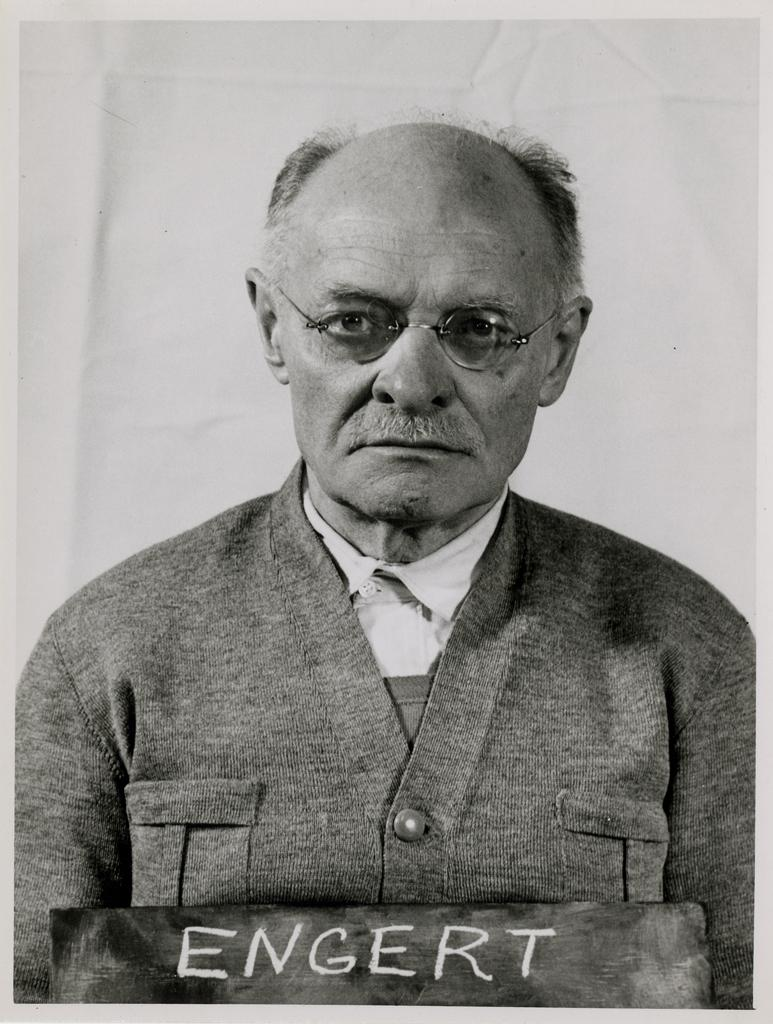
Karl Engert
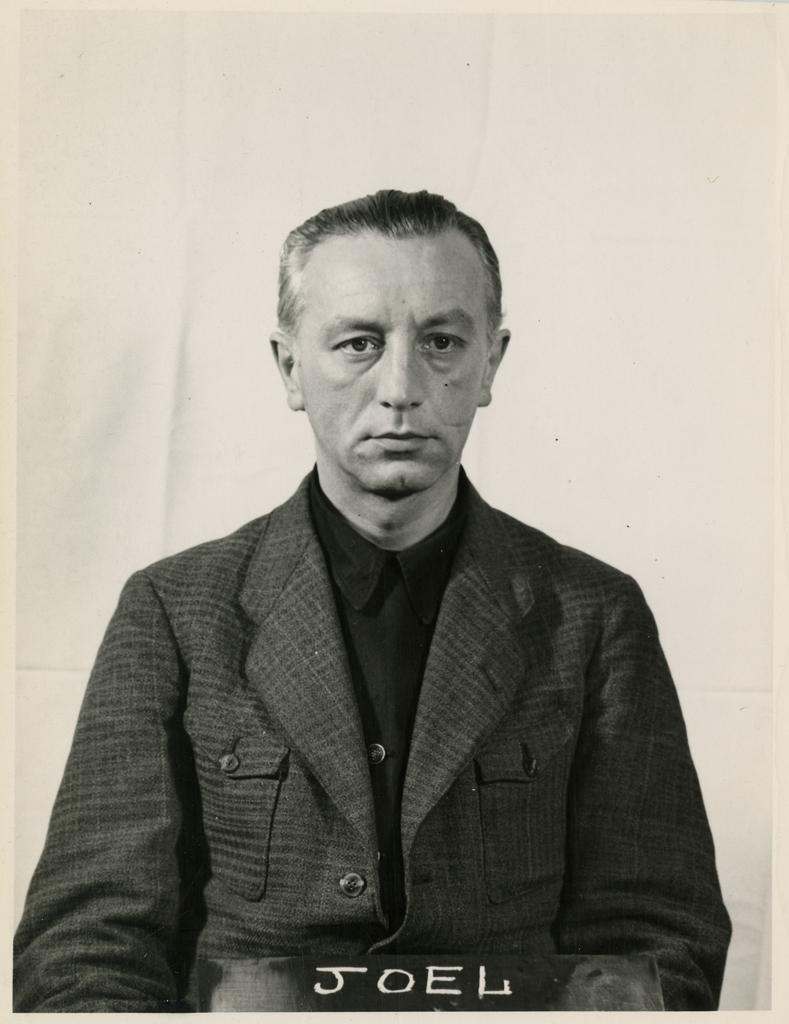
Günther Joel
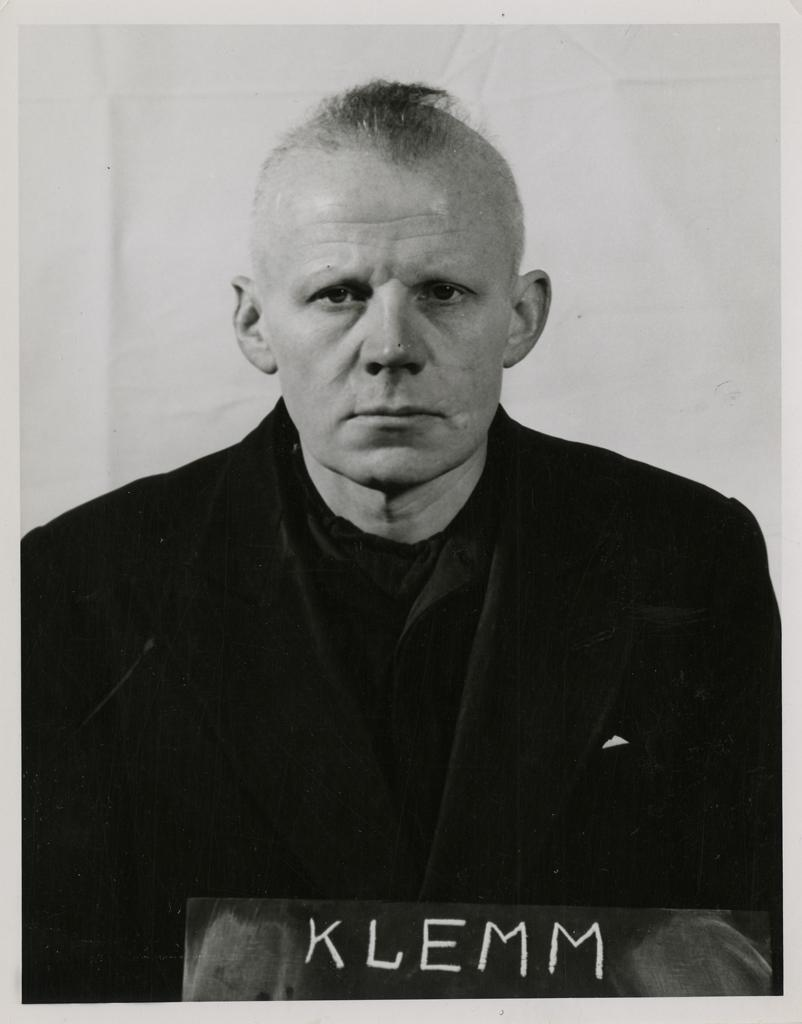
Herbert Klemm
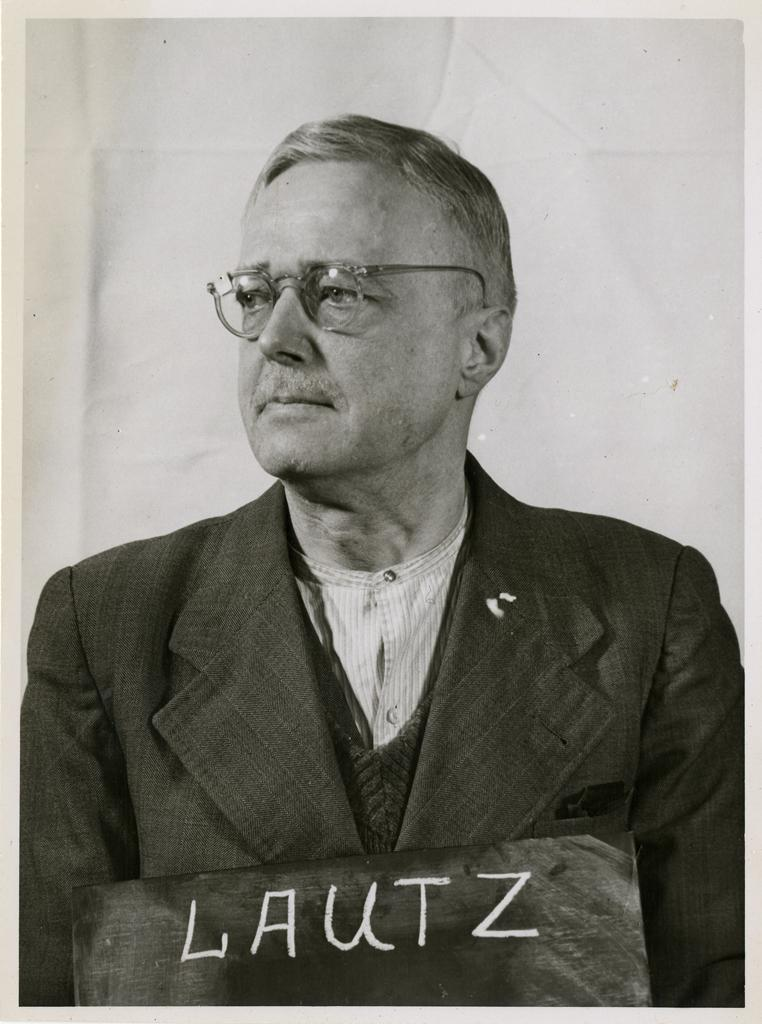
Ernst Lautz
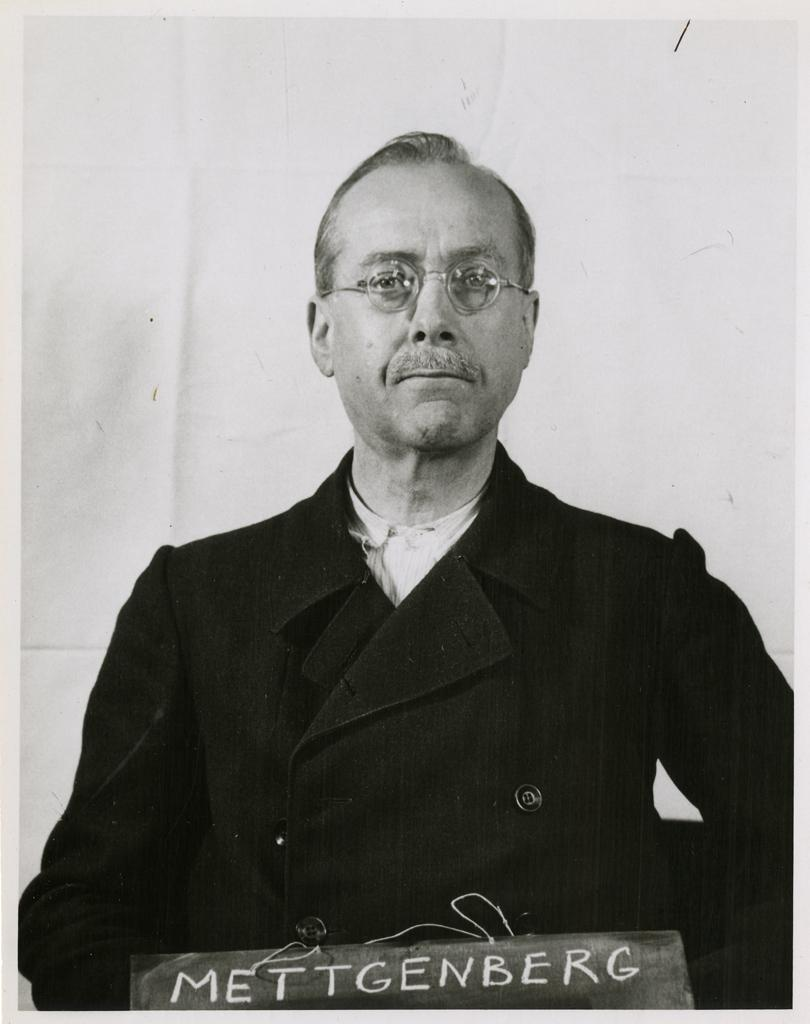
Wolfgang Mettgenberg
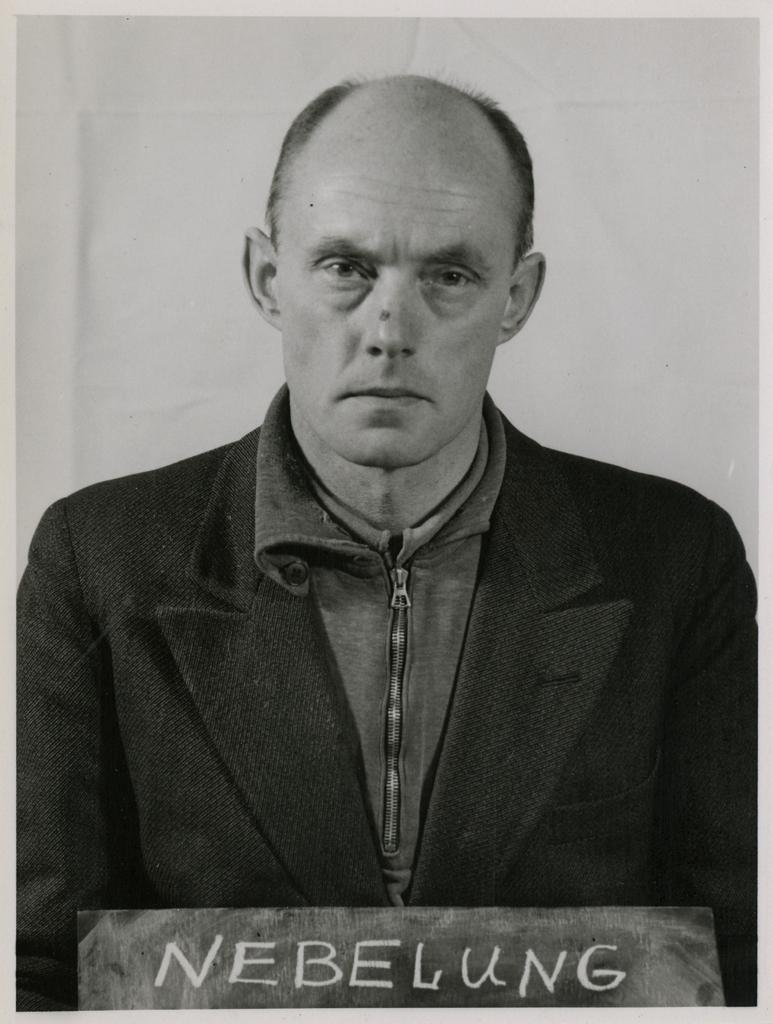
Günther Nebelung
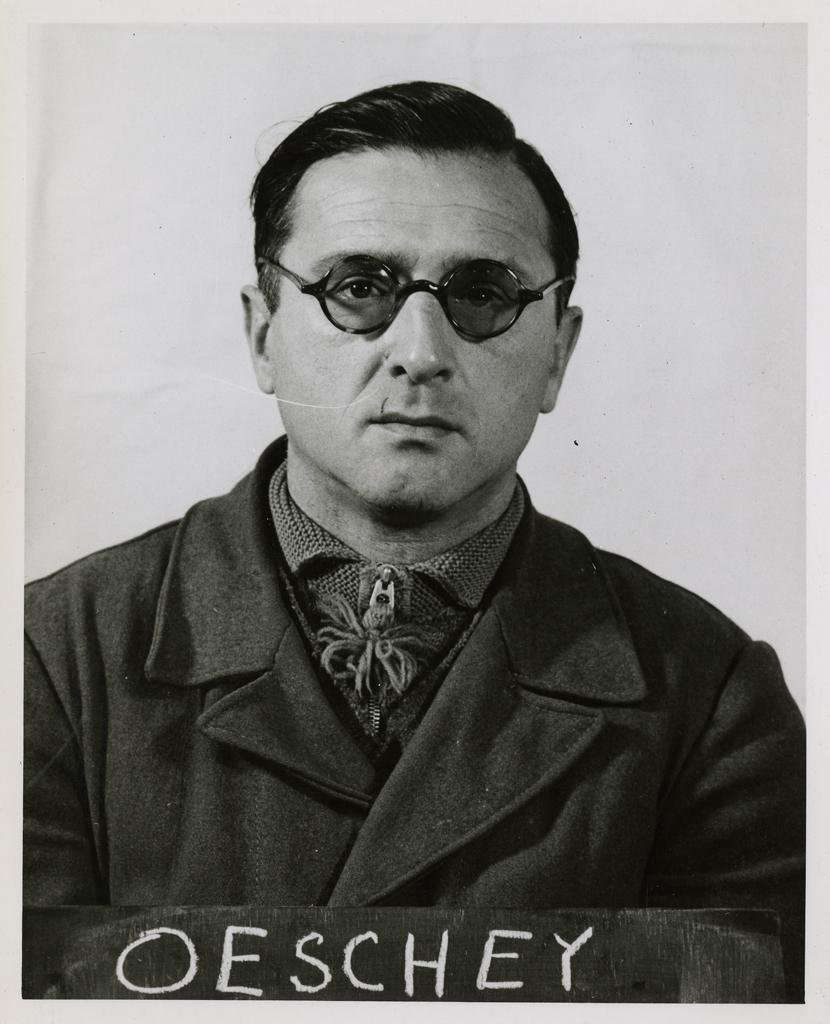
Rudolf Oeschey
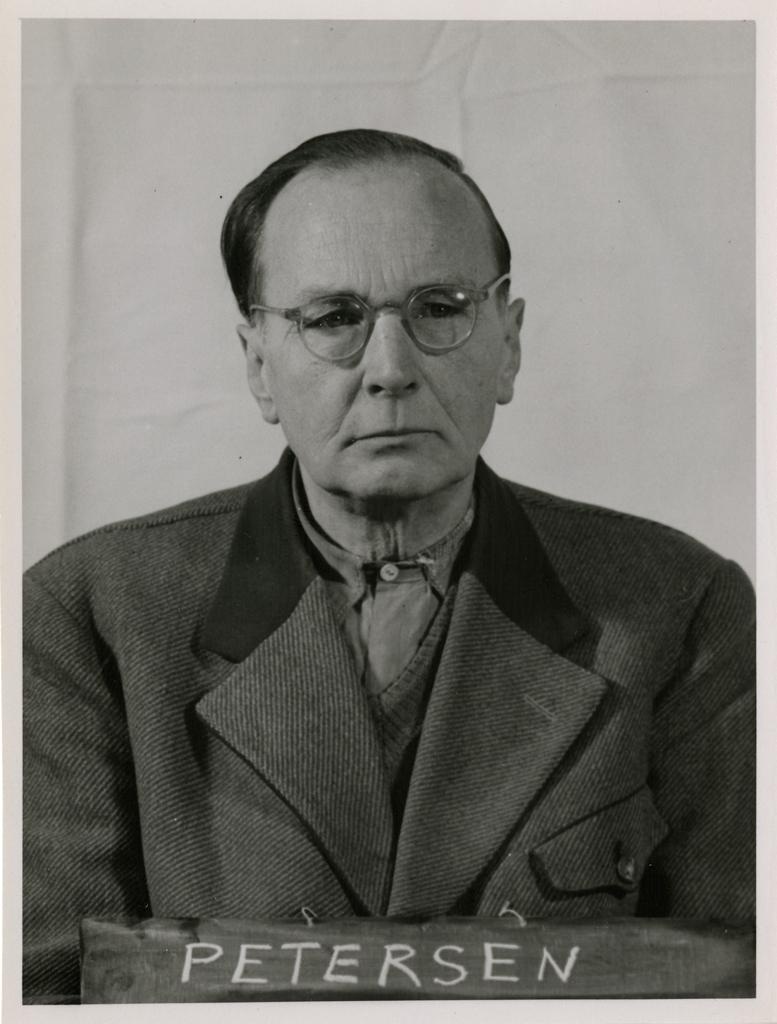
Hans Petersen
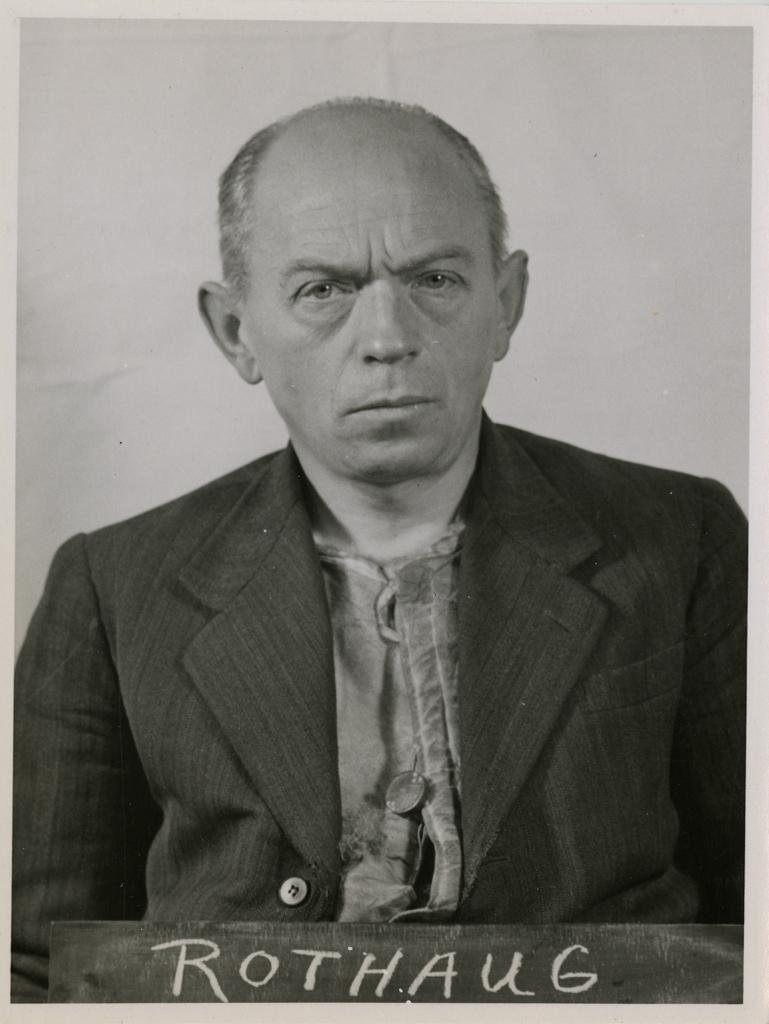
Oswald Rothaug (en)
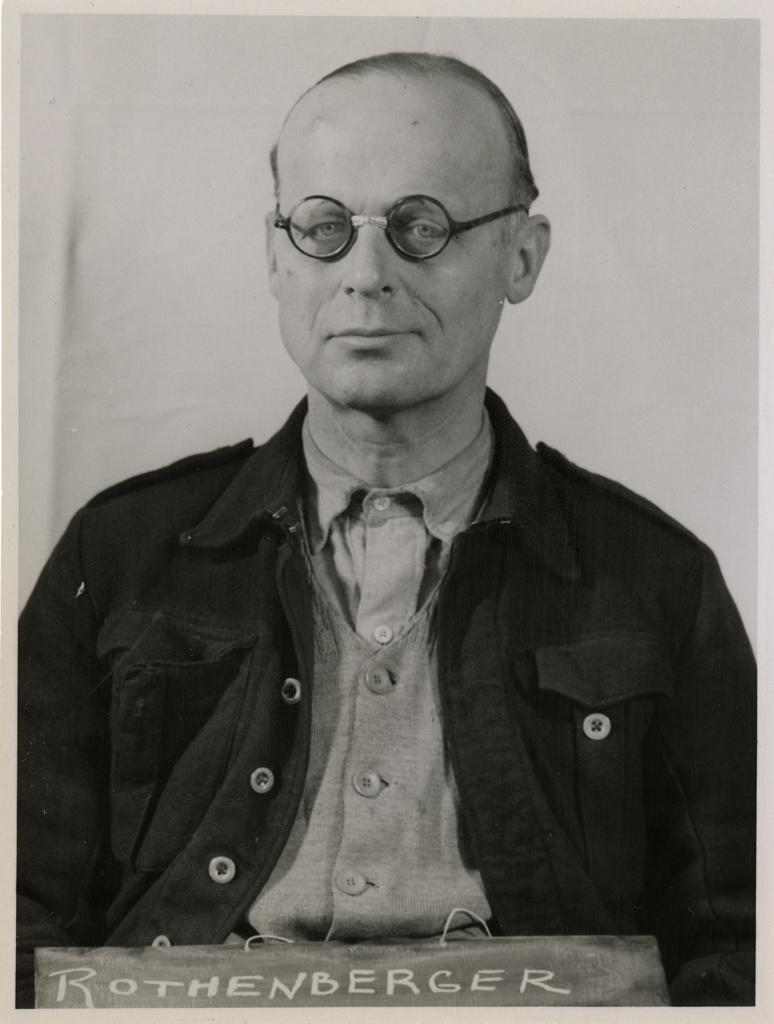
Curt Rothenberger (en)
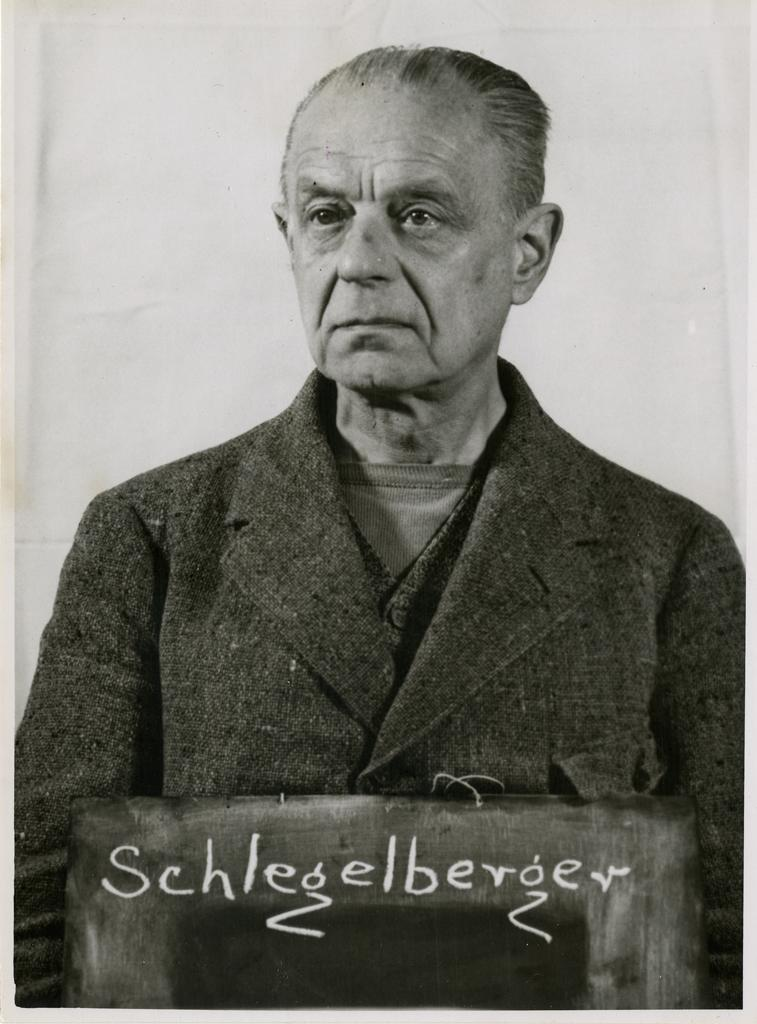
Franz Schlegelberger
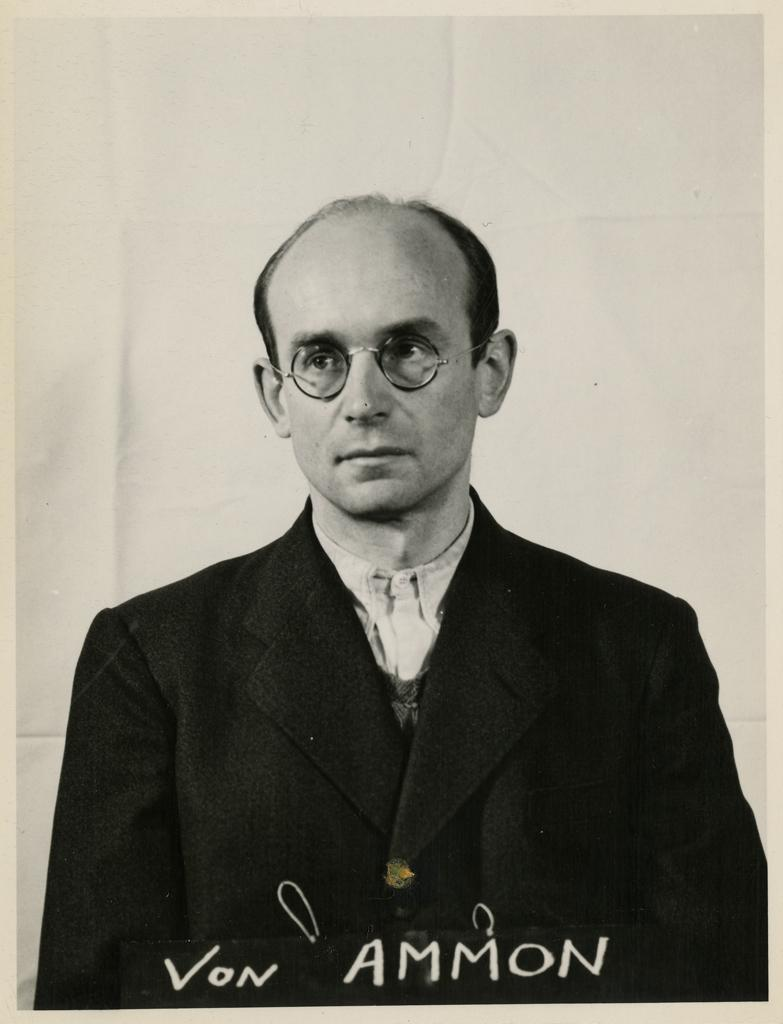
Wilhelm von Ammon